# Delden (Overijssel)

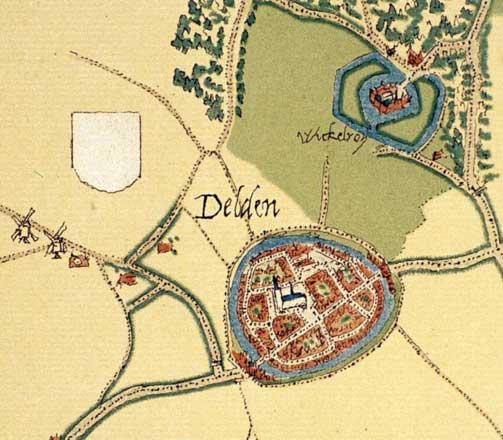
Kaart van Delden door Jacobus van Deventer, circa 1565

Delden (Nedersaksisch: Dealdn) is een plaats in de Nederlandse provincie Overijssel. Het ligt sinds 1 januari 2001 in de gemeente Hof van Twente. Daarvoor was Delden de hoofdplaats van de gemeente Stad Delden. Delden grenst in het noorden, westen en zuiden aan het eveneens tot Hof van Twente behorende Deldeneresch en in het oosten aan de gemeente Hengelo. Delden beslaat een oppervlakte van 5,96 km².

## Geschiedenis
De oudste vermelding van Delden gaat terug tot 1036 na Christus. Toen schonk bisschop Meinwerk van Paderborn onder andere het praedium Theldene aan het door hem opgerichte stift Busdorf bij Paderborn. Uit latere goederenlijsten blijkt dat dit landgoed een hof betrof met 30 horige erven. Niet alle erven lagen echter in Delden, minstens een erf lag in Driene, een ander in Twekkelo. Delden zelf was in deze tijd vermoedelijk nog slechts een buurschap, het huidige Deldeneresch. In 1239 verkocht het klooster de hof aan Johannes van Ahaus.
In 1118 wordt de kerk van Delden voor het eerst genoemd. De bisschop van Utrecht schonk deze toen met de kerk van Enschede aan het Kapittel van Sint-Pieter in Utrecht. Dit verkocht de rechten in Delden in 1294 door aan het Kapittel van Sint-Lebuïnus van Deventer. De oudste bouwfragmenten van de huidige kerk, de Oude Blasiuskerk stammen uit de 12e eeuw.

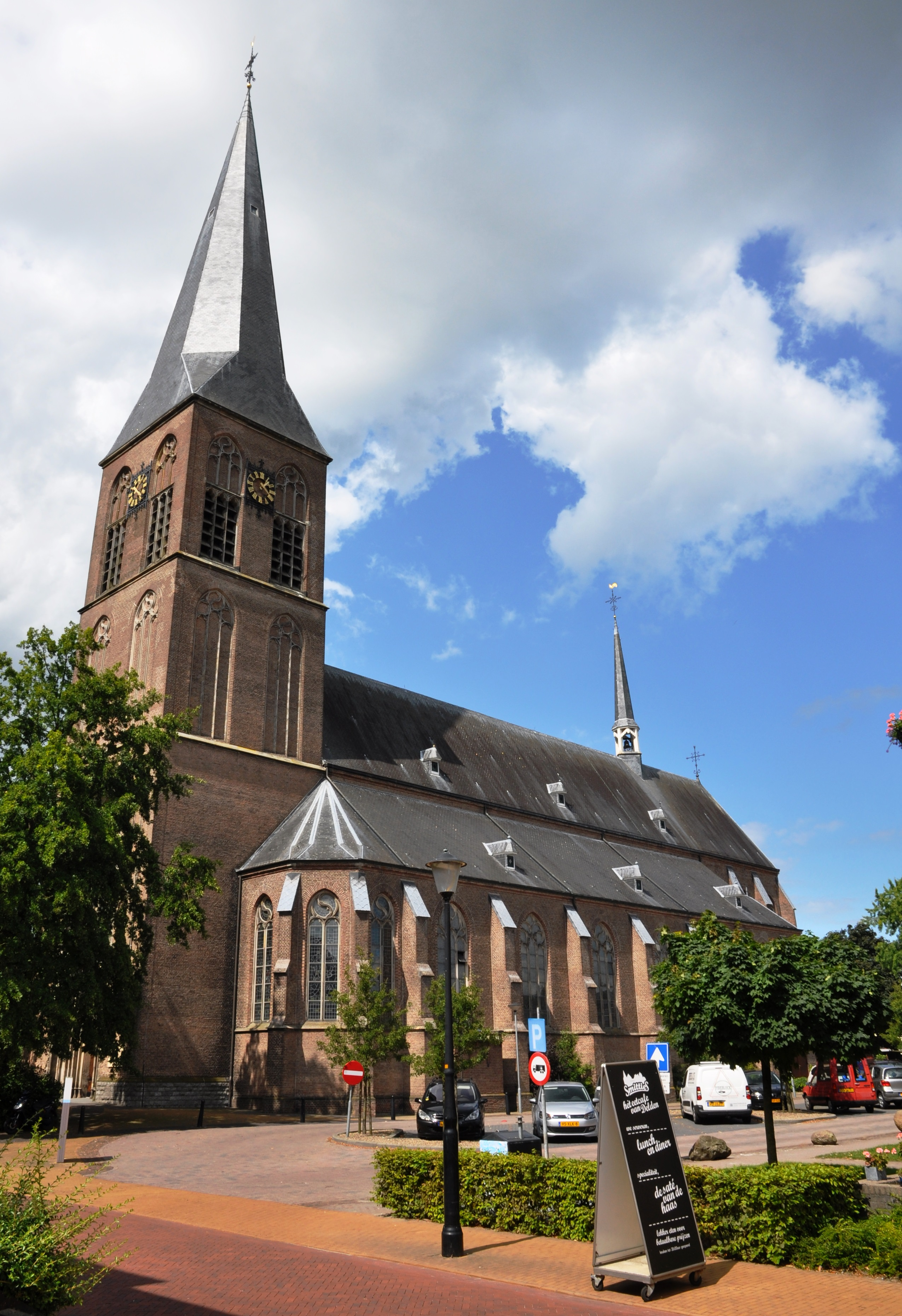
De rooms-katholieke Blasiuskerk in Delden

In de buurschap Delden ontstond een nederzetting van ambachts- en kooplieden. In de 13e of begin 14e eeuw verwierf dit dorp zekere voorrechten. Deze rechten werden in 1322 door bisschop Frederik van Sierck bevestigd, toen hij de bewoners  Deldenaren aanspoorde om te verhuizen naar de inmiddels omgrachte woonkern Nyedelden. In 1333 kreeg Delden vervolgens dezelfde stadsrechten als Oldenzaal.

### Vestingwerken
Delden was een kleine versterkte stad met twee stadspoorten: in het westen de Goorsepoort en in het oosten de Woolderpoort. De stad met zijn omgrachting is goed te zien op de door Jacobus van Deventer gemaakte kaart. Van de oorspronkelijke vestingwerken is niets overgebleven. De restanten van de stadsgracht werden eind 19e eeuw gedempt. Uit het verloop van de straten Noord- en Zuidwal en Noorder- en Zuiderhagen kan men echter de vorm en ligging van de vroegere verdedigingswerken afleiden.

### Plunderingen en branden
Ten tijde van de Nederlandse Opstand werd Delden in 1583 en 1584 ingenomen, geplunderd en in brand gestoken door Staatse troepen. In 1655 verwoestte een grote stadsbrand 120 gebouwen, waaronder het stadhuis, het gasthuis en een armenhuis. De Oude Kerk is het enige nu nog bestaande gebouw dat de stadsbrand heeft overleefd.

### Baron Van Heeckeren
In 1886 liet Baron van Heeckeren van Wassenaer op het landgoed Twickel boringen naar drinkwater uitvoeren. Men stuitte bij toeval op zoutlagen. Dit was de eerste ontdekking van zout in de Nederlandse bodem. Tot dan kwam het zout vooral uit Duitsland. Toen de zoutimport ten tijde van de Eerste Wereldoorlog moeilijk werd, besloot men in 1918 om zelf zout te winnen voor de Nederlandse markt. Delden heeft sinds 1985 een Zoutmuseum, dat toen door Koningin Beatrix werd geopend.
Baron Van Heeckeren liet ook de watertoren bouwen en de waterleiding naar en in Delden aanleggen. Als dank hiervoor schonk de burgerij hem het monument Van Heeckeren van Wassenaer, een nieuwe stadspomp met twee lantaarns erbovenop en met twee leeuwenkoppen aan weerszijden. Hij werd bijgezet in de grafkelder van de familie Van Heeckeren van Wassenaer op de algemene begraafplaats. Het monument en de grafkelder zijn aangewezen als rijksmonument.

### Twickel

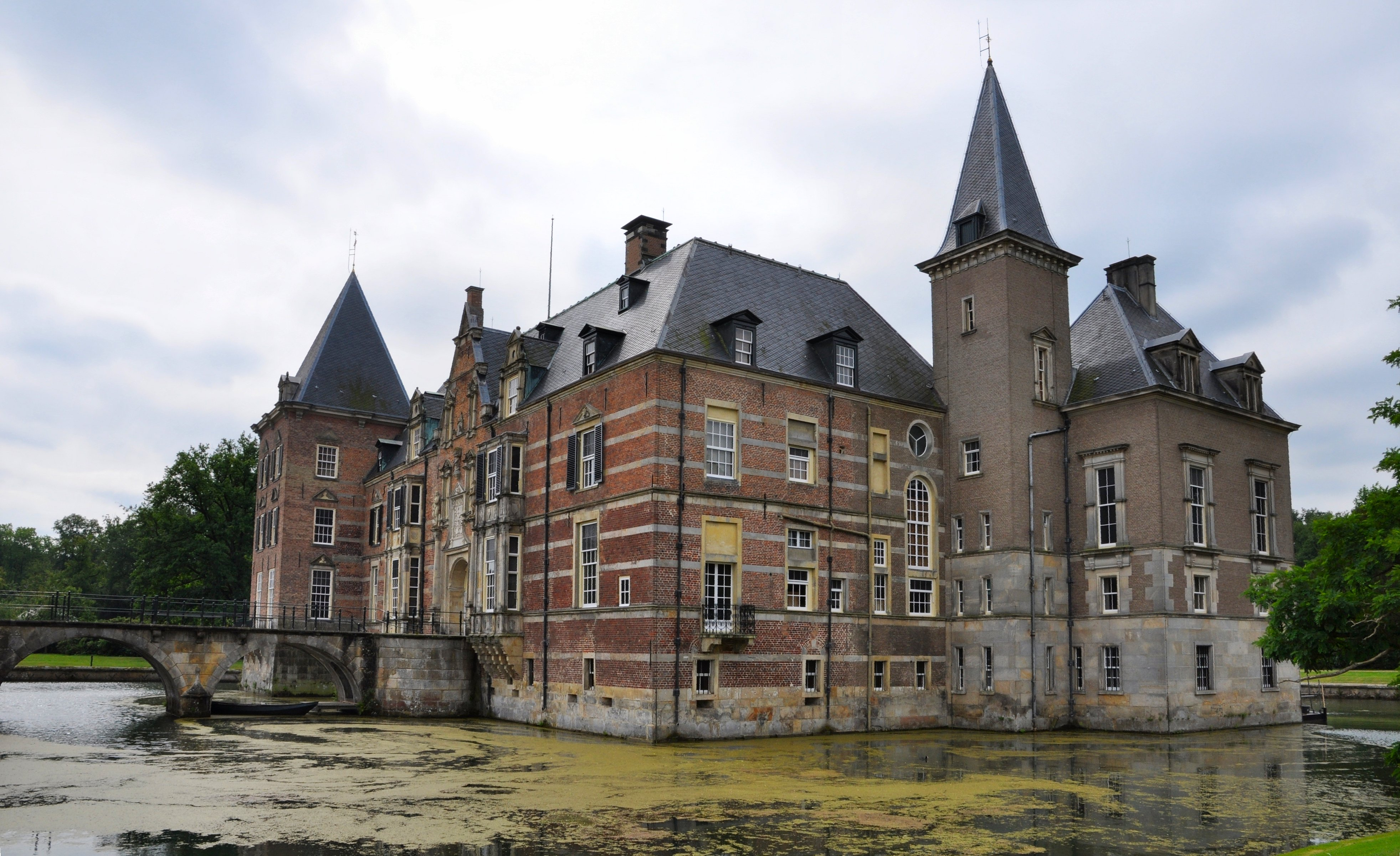
Delden, kasteel Twickel

Kasteel Twickel ligt twee kilometer ten noorden van de stad. De heren van Twickel hebben altijd veel invloed in Delden gehad. Zo hadden ze tot 1922 het collatierecht voor de predikant. 

## Bestuurlijk
Delden was de naam van een gemeente die in 1811 ontstond door het samenvoegen van het 'stadgericht Delden' en het westelijk deel van het 'richterambt Delden'. Het oostelijk deel van het richterambt Delden, bestaande uit het dorp Hengel en de buurschappen Woolde, Oele en Beckum vormde vanaf toen de gemeente Hengelo. In 1818 werd de gemeente Delden gesplitst in de gemeenten Stad Delden en Ambt Delden. Per 2001 maakt Stad Delden deel uit van de gemeente Hof van Twente.

## Geologie, reliëf en bodem

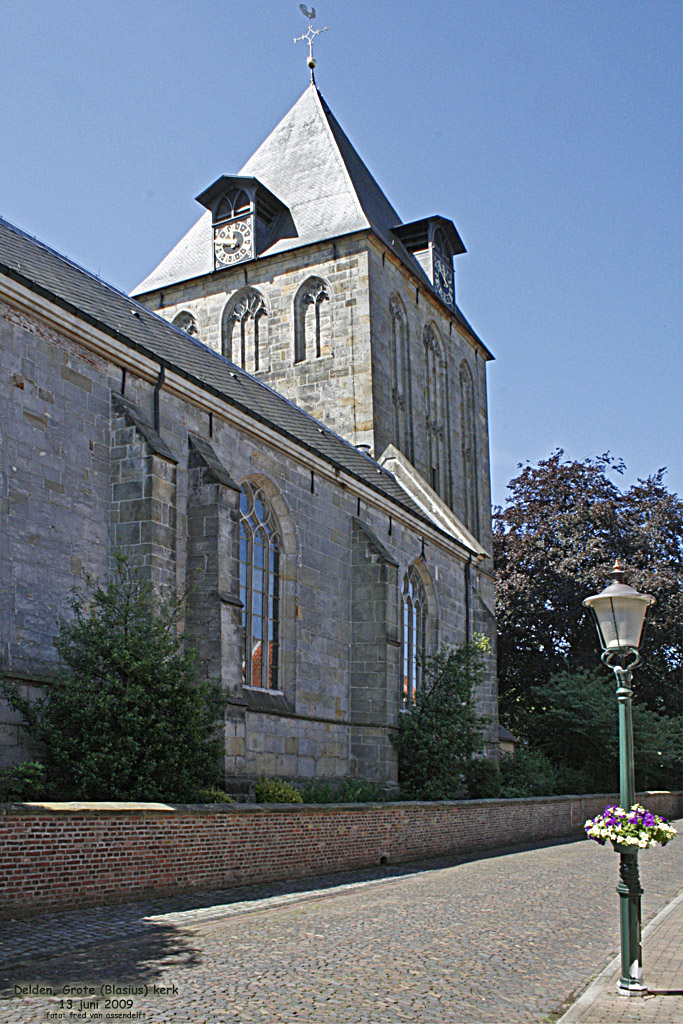
De Oude Blasiuskerk vroeger gewijd aan de H. Blasius, eigendom van de Nederlands-hervormde gemeente in Delden

Delden ligt op het zuidelijk deel van een stuwwal die zich uitstrekt vanaf het landgoed Twickel en Deldeneresch tot het gebied ten zuiden van het Twentekanaal. Deze heuvelrug bestaat uit tertiaire afzettingen, die door het landijs in de voorlaatste ijstijd, het Saalien, als grote schubben dakpansgewijs op elkaar zijn gestapeld. In de laatste ijstijd, het Weichselien, was er vrijwel geen vegetatie, wat aanleiding gaf tot verstuiving op grote schaal (winderosie). Als gevolg hiervan lagen de eolische afzettingen als een deken van dekzand over de ondergrond. Door verdere verstuiving ontstond een dekzandreliëf met dekzandruggen. De Tertiaire zanden en kleien worden hier op enkele meters onder het maaiveld aangetroffen.

## Bezienswaardigheden

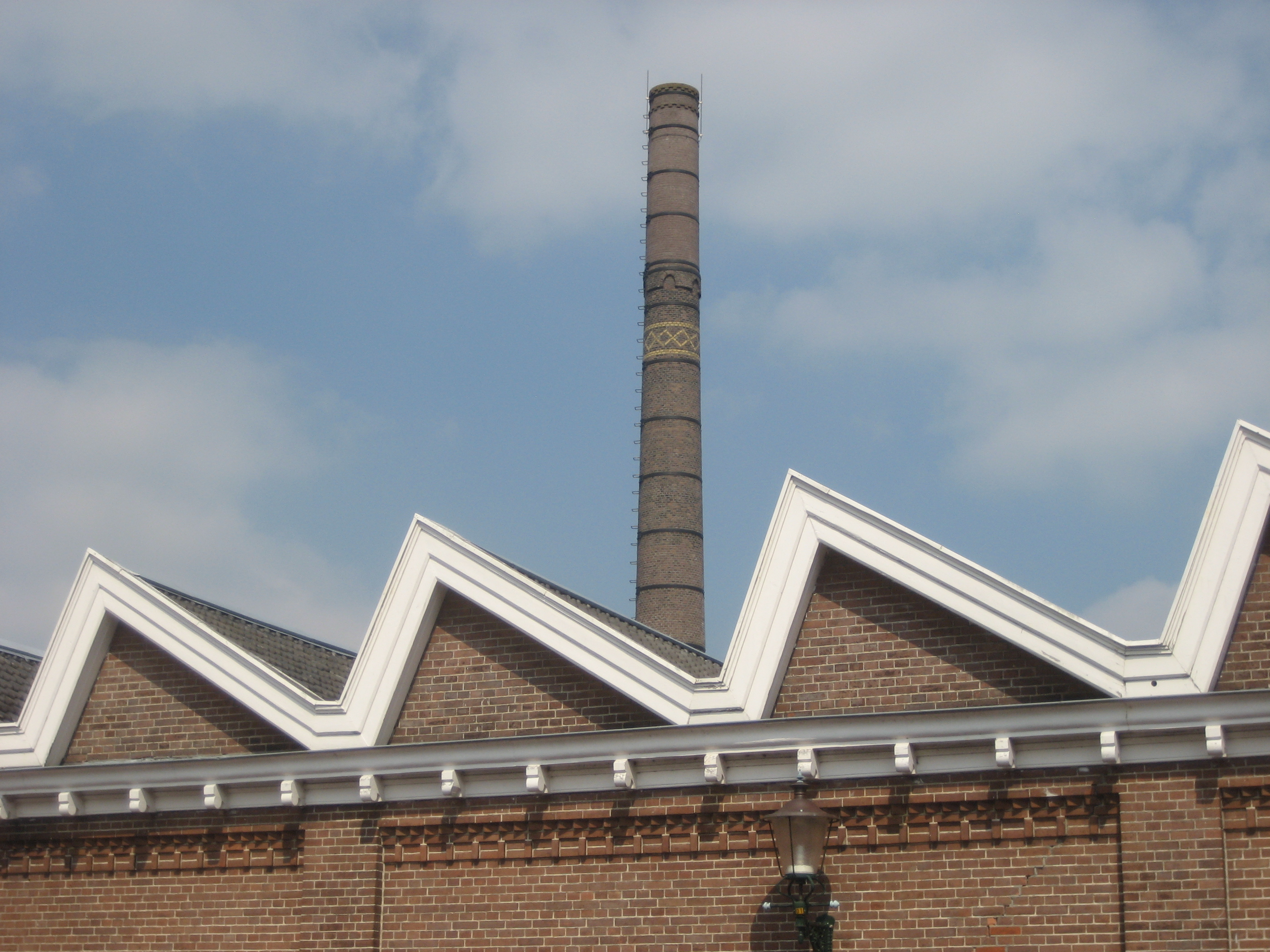
Karakteristieke dakconstructie van de Deldense Wollenstoffenfabriek

### In Delden
- Nieuwe Blasiuskerk, neogotische pseudobasiliek uit 1872. De 69,1 m hoge toren werd voltooid in 1893.
- Oude Blasiuskerk, gotische hallenkerk uit de 15e en 16e eeuw met resten van romaanse voorganger (12e eeuw). Toren uit 1516. Deels 17e-eeuws kerkinterieur, orgel van C.F.A. Naber uit 1847.
- De Kroon, aan de Markt, vroeger posthuis en logement met klokgevel uit 1764.
- Rentmeesterij, Hengelosestraat, voormalige rentmeesterij van Twickel, gebouwd in 1726 als particulier woonhuis van de richter van Delden, sinds 1838 bezit van Twickel. In 1867 uitgebreid met torentje en verdieping.
- Stadspomp op de Markt. Monument in de vorm van een pomp uit 1894. Opgericht als dank aan de Heer van Twickel voor het aansluiten van Delden op de Twickelse waterleiding.
- Zoutmuseum, museum gewijd aan onder andere de geschiedenis van de Twentse zoutindustrie. Gevestigd in het oudste vroegere gemeentehuis van Stad Delden (1657/1873/1906)

### Rond Delden
- Twickeler Houtzaagmolen

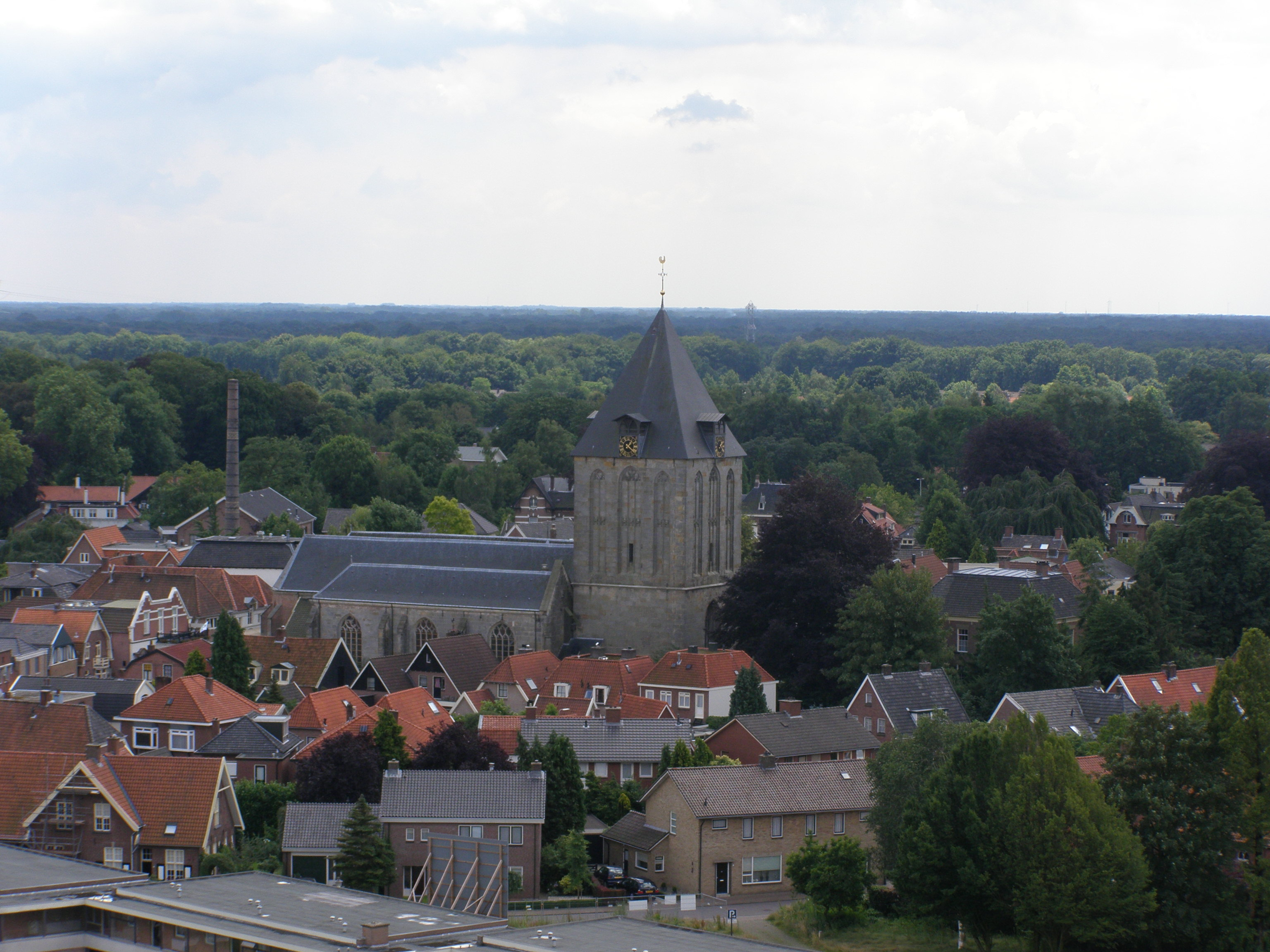
Delden gezien vanaf de watertoren

- Kasteel Twickel, kasteel uit de 16e, 17e en 19e eeuw met omvangrijke tuinen, park en bossen
- Noordmolen, wateroliemolen. De eerste vermelding dateert uit 1347.
- Watertoren, gebouwd in 1894 in neorenaissancestijl
- Museumboerderij De Wendezoele

## Sport en recreatie

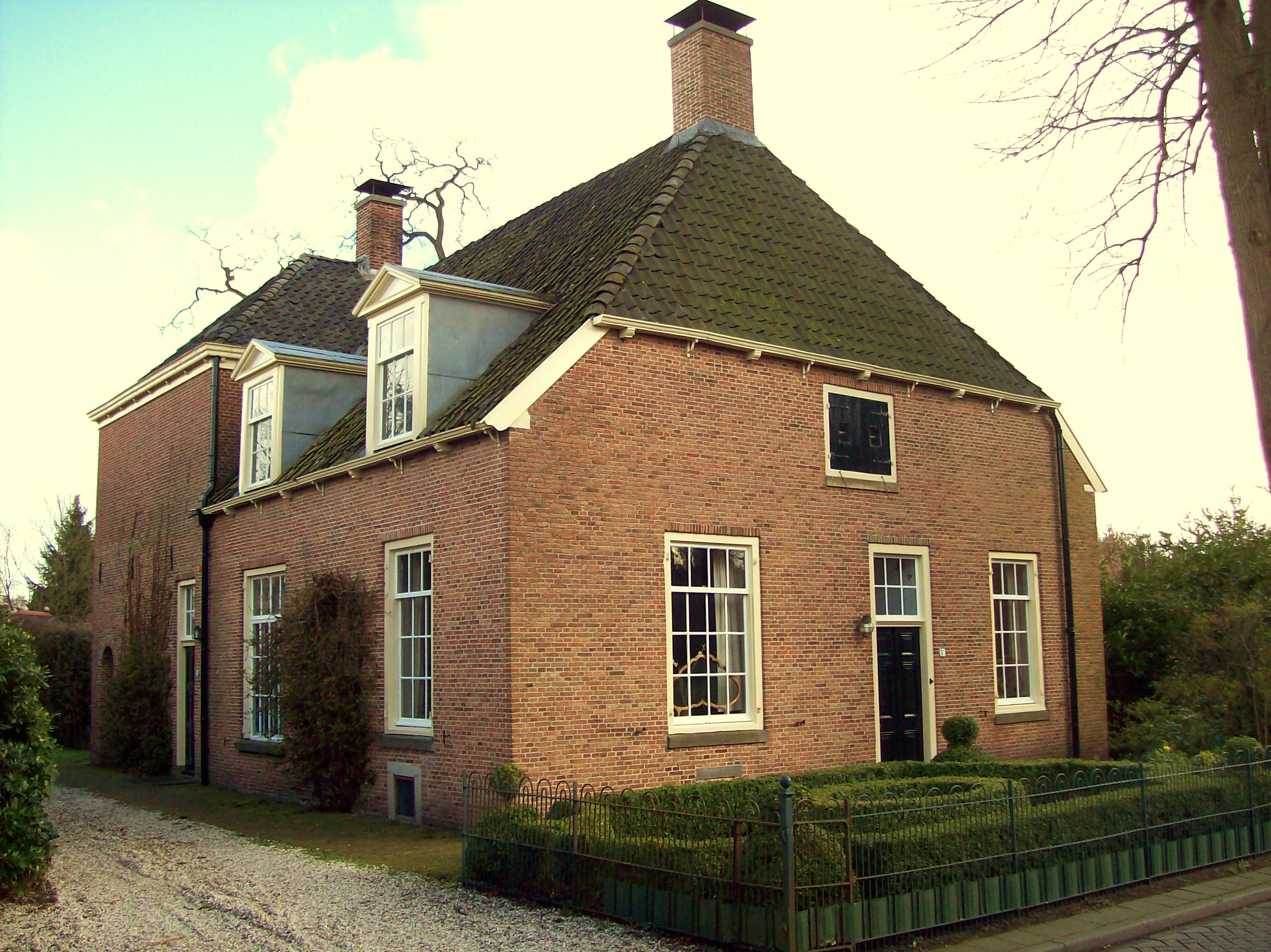
Voormalige Jongste pastorie gebouwd in 1766, uitgebreid in de 19e eeuw

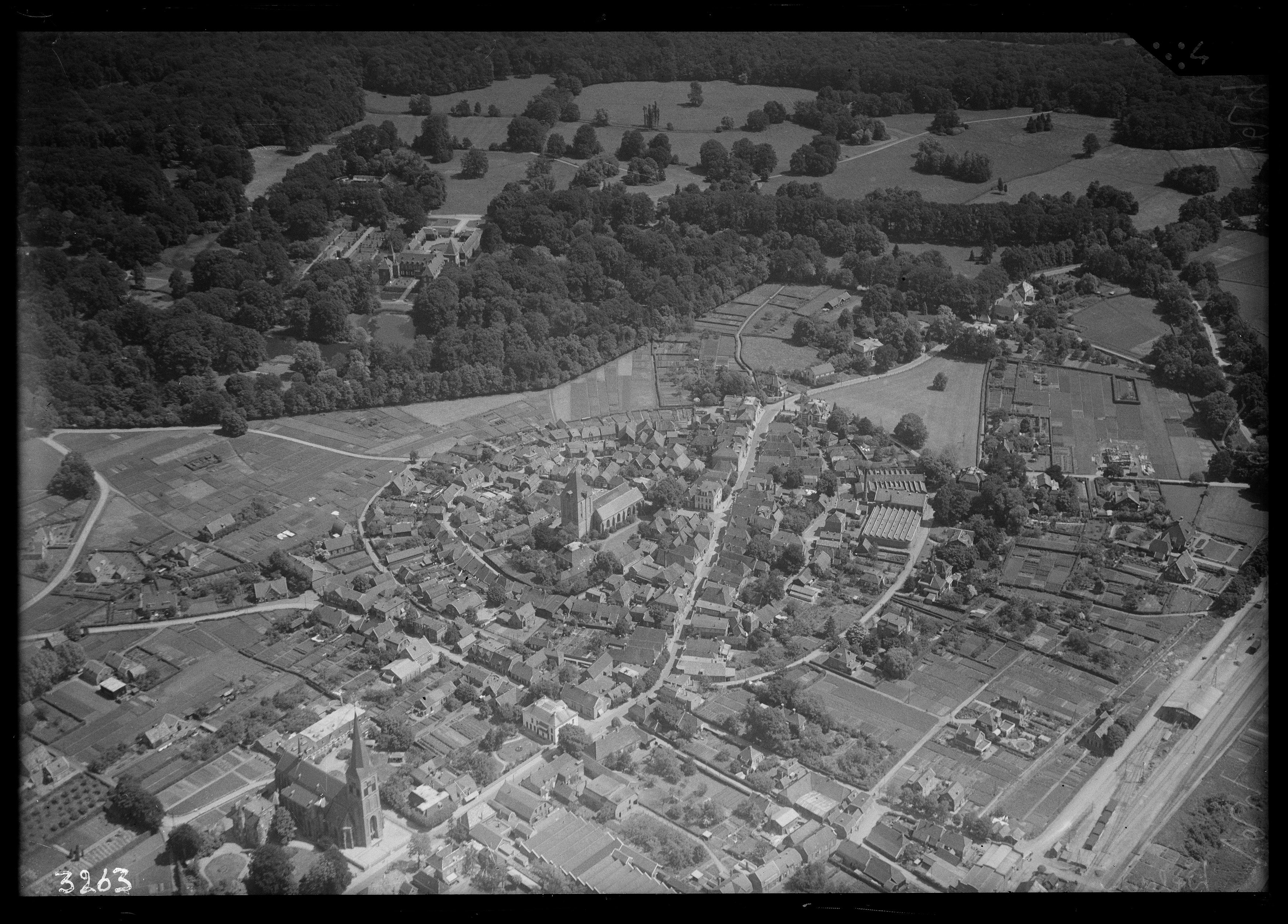
Luchtfoto van Delden, periode 1920-1940

Delden heeft twee voetbalclubs. De grootste (van oorsprong katholieke) is VV Rood-Zwart, de kleinere is SV Delden.
Het stadje heeft een atletiekvereniging, AWD 2005 (Atletiek en Wandelvereniging Delden 2005), die zich in 2005 afsplitste van SV Delden.
Op sportpark de Mors bevinden zich voetbalclub SV Delden, tennisclub Delden, de handbalclub D.H.V. en korfbalclub Zwart-Wit. Ook bevindt zich hier het gelijknamige openluchtzwembad de Mors en Golfbaan de Lage Mors. Dit bad trekt in de zomermaanden altijd veel bezoekers vanuit heel Twente. Op sportpark 'De Scheetheuvel', gelegen aan de westzijde van Delden, bevinden zich de velden van VV Rood-Zwart. Daarnaast bevindt zich aan de Reigerstraat in Delden Sporthal de Reiger. Hier zijn onder andere volleybalvereniging DEVOC, Taekwondo Simon en een badmintonclub actief.
Tevens kent Delden een lange scoutinghistorie van drie scoutingverenigingen (De Kardinaal Van Rossum-groep, de Elisabethgroep en de Twickelgroep). In 1998 gingen de Van Rossum-groep en de Elisabethgroep samen verder onder de naam Van Rossum-Elisabeth. De Twickelgroep fuseerde in 2003 met de andere groep. De naam bleef echter Van Rossum-Elisabeth. In 2006 werd op het terrein van de voormalige waterzuivering een nieuwe blokhut gebouwd en sindsdien bevindt Scouting Delden zich aan de rand van het recreatiegebied de Mors. Het veld van AWD 2005 werd ernaast aangelegd.
Delden is gelegen aan de Europese wandelroute E11. Ter plaatse is de route ook wel bekend als Marskramerpad of Handelsweg. De route loopt onder andere door landgoed Twickel.

## Verkeer en vervoer
Sinds 1 november 1865 beschikt Delden over een station en een spoorverbinding met Zutphen en Hengelo, onderdeel van Staatsspoorlijn D Zutphen - Hengelo - Enschede - Gronau. Sinds 2023 onderhoudt Arriva een halfuurdienst voor reizigersvervoer met Zutphen en Oldenzaal.
Delden ligt aan de provinciale weg N346 die leidt naar de snelweg A35 en richting Goor.
Aan de zuidkant van Delden ligt het Twentekanaal.

## Wijken in Delden
- Centrum
- 't Kip
- Vogelbuurt
- Villapark
- Koninginnebuurt
- Schöppenstee (richting Goor)
- Vossenbrink
- Ruperts Erf
- Braak-Oost (Veldbloemen)
- Braak-West/Delden-Zuid

## Varia
- Arthur Seyss-Inquart vluchtte na de Tweede Wereldoorlog vanuit Flensburg naar het juist nog "bezette" Nederland waar hij al snel door de binnenrijdende geallieerde troepen gearresteerd werd. Wekenlang werd de Rijkscommissaris vastgehouden in een gevangenenhuis in Delden (nabij de Watertoren);
- In Delden en omgeving staan de Deldense moppen bekend als lekkere lokale traktatie;
- Delden heeft een eigen weekblad: Hofweekblad, voorheen Deldens Weekblad.

## Bekende Deldenaren

### Geboren in Delden
- Tom Bloeming (1976), voetballer
- Simon Dik (1940-1995), taalkundige
- Henri Lenferink (1957), politicus (o.a. burgemeester van Leiden)
- Muriël Messchaert (1989), handbalster
- Jan Willem Racer (1736-1816), rechtsgeleerde
- Hajé Schartman (1937-2008), winkelier en politicus (o.a. gemeenteraadslid van Delden)
- Nicolaas van Wijk (1880-1941), taalkundige
- Abraham de Wolff (1878-1943), rabbijn

### Overleden in Delden
- Pieter Wattez (1871-1953), tuin- en landschapsarchitect